# Republik Ararat

Flagge der Republik Ararat

Die Republik Ararat (kurdisch Komara Agiriyê, benannt nach dem Berg Ararat) wurde 1927 während des Ararat-Aufstands als kurdischer Staat im Osten der kurz zuvor entstandenen türkischen Republik proklamiert. Sie wurde international nie anerkannt, ob es zu einer tatsächlichen Staatsgründung kam, ist umstritten. Seit spätestens 1931 ist das von ihr beanspruchte Gebiet unter türkischer Kontrolle, es liegt im Zentrum der türkischen Provinz Ağrı.

## Geschichtlicher Hintergrund
Für das osmanische Reich endete der Erste Weltkrieg mit dem Friedensvertrag von Sèvres von 1920, der unter anderem ein autonomes Kurdistan vorsah. Der Vertrag, der von türkischer Seite her nicht ratifiziert wurde und damit nicht in Kraft trat, wurde von der türkischen Nationalbewegung unter Mustafa Kemal Atatürk gänzlich abgelehnt. Im weiteren Verlauf des folgenden türkischen Befreiungskriegs (1920–1923) übernahm sie die türkische Regierung.
Während dieses Kriegs wurden die kemalistischen Truppen von kurdischen Stämmen militärisch unterstützt, die sich im Gegenzug einen unabhängigen kurdischen Staat erhofften. Der Friedensvertrag von Lausanne 1923, in dem der anfängliche Vertrag von Sèvres zugunsten der siegreichen türkischen Republik revidiert wurde, sah keine kurdische Autonomie vor. Dies führte 1930 zum so genannten Ararat-Aufstand der Kurden, die sich von der neuen türkischen Republik betrogen fühlten, in dessen Verlauf die Republik Ararat proklamiert wurde. Die 1927 gegründete kurdische Organisation der Xoybûn ernannte den General Ibrahim Heski zum Gouverneur und Temir Aga zum Gendarmeriehauptmann der Republik.
Die Republik Ararat wurde international nie anerkannt. Nach dem endgültigen Scheitern des Ararat-Aufstands 1931 übernahm die türkische Republik die Kontrolle über die Region.
15 Jahre später unternahmen die Kurden in der nordwest-iranischen Stadt Mahabad mit der Republik Kurdistan (Volksrepublik Mahabad) einen zweiten Versuch zur Gründung eines Kurdenstaates, der 11 Monate Bestand hatte.